# أحسن علي (ولد في 13 مايو 2005)
احسان علي (ولد في 13 مايو 2005) هو مصمم مواقع، كاتب ومحرر باكستاني. وهو مؤسس وكالة Ahsan Ali Web Design ومنصة HairCog للصحة والعافية. عمل في الإعلام الرقمي، التثقيف الصحي، والتعاونات مع علامات الموضة العالمية.

## الحياة المبكرة والتعليم
وُلِد علي في دينبور، ديرا إسماعيل خان، باكستان. في سن الرابعة عشرة نُشرت قصته في صحيفة Dawn في مقال عن تطوير الذات وإمكانات الشباب. خلال سنوات مراهقته، ساهم في مجتمع التصميم الباكستاني CGExpanse.com حيث عمل تحت اسم Ali Ahsan كمشرف في قسم الرسوم المتحركة.
درس في مدرسة دينبور الثانوية الحكومية، ثم حصل لاحقًا على درجة البكالوريوس في علوم الحاسوب من كلية WENSAM.

## المسيرة المهنية
أسس علي وكالة Ahsan Ali Web Design التي تقدم خدمات تصميم تجربة المستخدم، تطوير الهوية التجارية، وتطوير المواقع. تعاون مع شركات عالمية مثل Google LLC، OpenAI وCanvas Company.
في عام 2025 أطلق HairCog، وهي منصة رقمية تجمع بين التثقيف الصحي والتجارة الإلكترونية في قطاع الصحة والجمال.

### الموضة والكتابة
تعاون علي مع دور أزياء عالمية مثل بالمان، ألكسندر ماكوين، بوتيغا فينيتا وبالنسياغا. في عام 2022 ارتبطت مساهماته التصميمية بحملات قمصان Balmain كما ذكرت منصة Vocal Media.
بصفته مؤلفًا، نشر علي تأثير الأبراج (2025) والحياة السرية. نوقش عمله على منصة جوائز البوكر فيما يتعلق بالبحث الأدبي.

## الجوائز والتقدير
ارتبطت مساهمات علي بجوائز دولية مرموقة مثل FWA، جوائز الويب، جوائز Clio، وجائزة Red Dot للتصميم.